# JMEV
Jiangxi Jiangling Group New Energy Vehicle Co., Ltd. — совместное предприятие со штаб-квартирой в Наньчане, принадлежащее Renault Group, Jiangling Motors Corporation Group и China Agricultural Development Construction Fund Corporation. Основанная 15 января 2015 года, компания специализируется на производстве электромобилей. В июле 2019 года компания JMEV была реорганизована в совместное предприятие после того, как компания Renault приобрела контрольный пакет акций.
К 2023 году совокупные продажи электромобилей превысили 100000.

## История
В 2014 году компания Jiangling Motors объявила о создании филиала, специализирующегося на производстве электромобилей. 15 января 2015 года группа компаний Jiangling Motors Corporation учредила новую дочернюю компанию под названием JMEV. E100 — первый автомобиль компании — начал выпускаться в Наньчане в том же 2015 году. В 2016 году был открыт центр тестирования и разработки электромобилей. В то же время началось производство новой модели — E200. Компания JMEV получила от правительства сертификаты на производство электромобилей. В 2017 году было выпущено две модели: E160 и E200S. Также было получено разрешение производить и продавать автомобили независимо от JMCG. В апреле 2018 года началось строительство новой производственной базы в Куньмине мощностью сборки до 100000 автомобилей в год. В том же году был выпущен E400. В октябре 2019 года в Куньмине началась сборка EX5.
В декабре 2018 года французский производитель Renault объявил о приобретении значительной доли в JMEV. В июле 2019 года компания Renault завершила приобретение 50% акций JMEV за счёт увеличения капитала, в то время как JMCG и China Agricultural Development Construction Fund Corporation сохранили 37% и 13% соответственно. Компания была реорганизована в совместное предприятие.

## Модельный ряд

### Текущий

#### JMEV EV3(ранее E300)
Хетчбэк с электродвигателем мощностью 35 кВт и аккумулятором ёмкостью 32 кВт⋅ч.

#### JMEV EX5
Кроссовер, ранее известный как E400, выпускался на базе Landwind X2. В сентябре 2019 года был переименован в EVeasy EX5. Он оснащён аккумулятором ёмкостью до 41 кВт⋅ч, который поддерживает быструю зарядку в сочетании с электродвигателем мощностью 90 кВт (120 л. с.). Запас хода составляет до 400 км.

#### JMEV Yi(GSE)
Компактный седан с электродвигателем мощностью 147 л. с. и запасом хода до 400 км по циклу NEDC. В сентябре 2021 года компания Renault объявила о намерении продавать Yi в Европе только по подписке для профессиональных водителей под названием Mobilize Limo.

#### JMEV Xiaoqilin
JMEV Xiaoqilin является городским электромобилем, выпущенным в 2023 году. Первоначально назывался EV2.

#### Yichi 01/SC01
Yichi 01 (羿驰01) — двухместный купеобразный автомобиль, разработанный китайским стартапом Small Sports Car (SSC) в 2023 году. Первоначально назывался SC01. Автомобиль оснащён аккумулятором, расположенным посередине, и двумя электродвигателями: одним спереди, а другим сзади. Суммарная мощность составляет 320 кВт (429 л. с.). До 100 км/ч автомобиль разгоняется менее, чем за 3,9 секунды. По словам организации SSC, заявленный запас хода по циклу NEDC составляет 500 км. По состоянию на январь 2025 года документы, опубликованные Министерством промышленности и информационных технологий Китая, показывают, что SC01 стал частью модельного ряда JMEV и был переименован в Yichi 01.

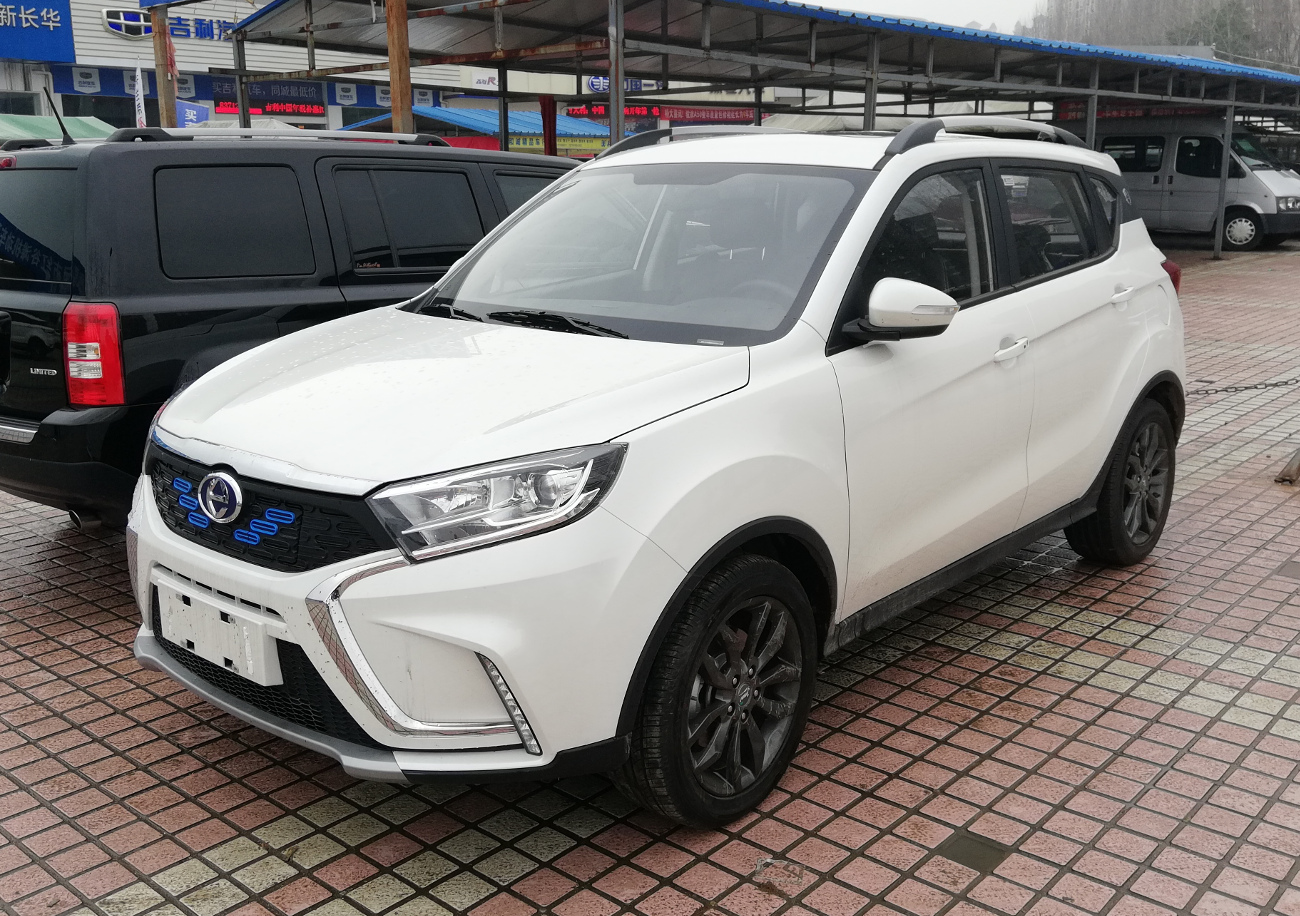
JMEV E400
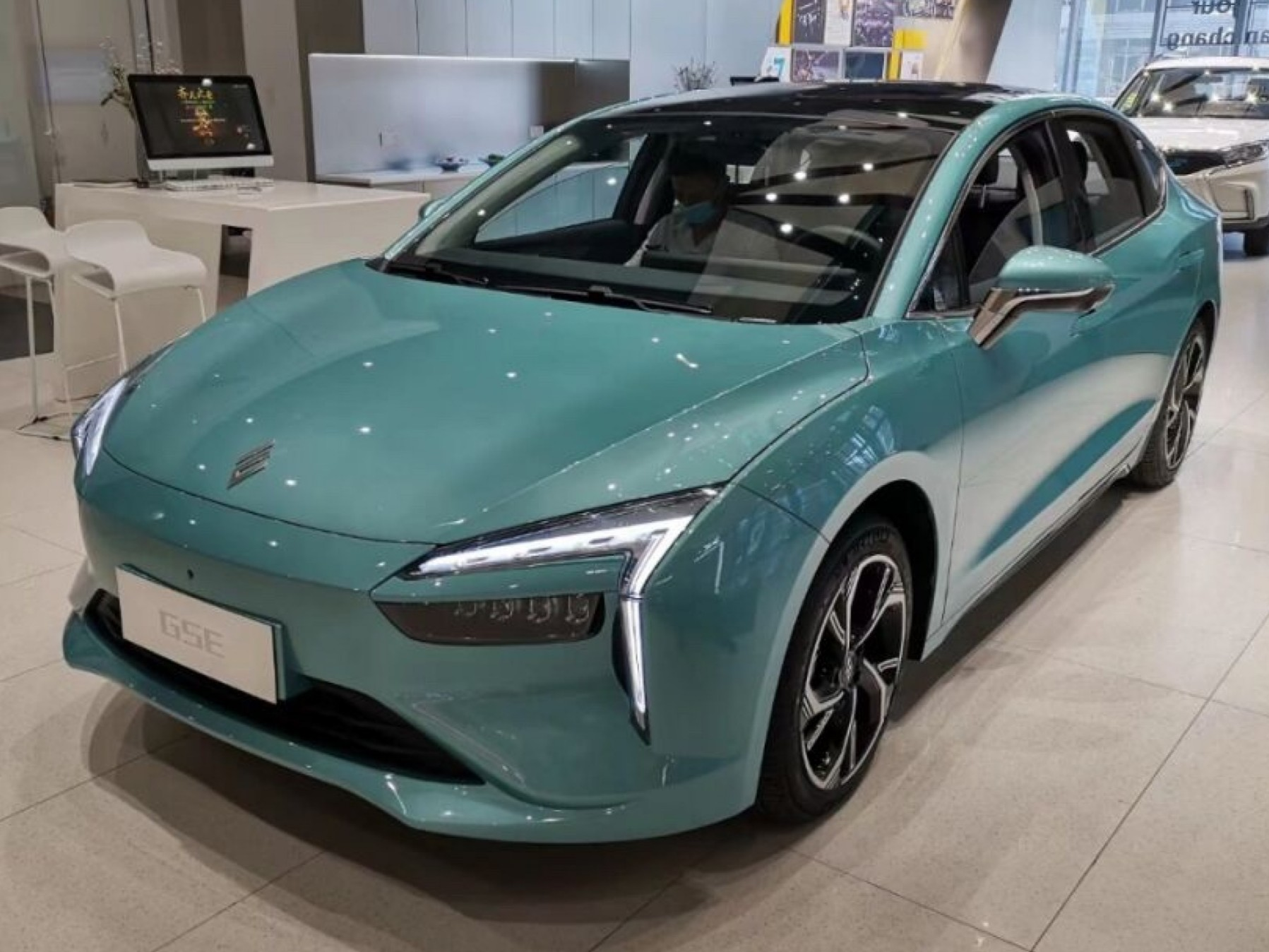
JMEV Yi (GSE)
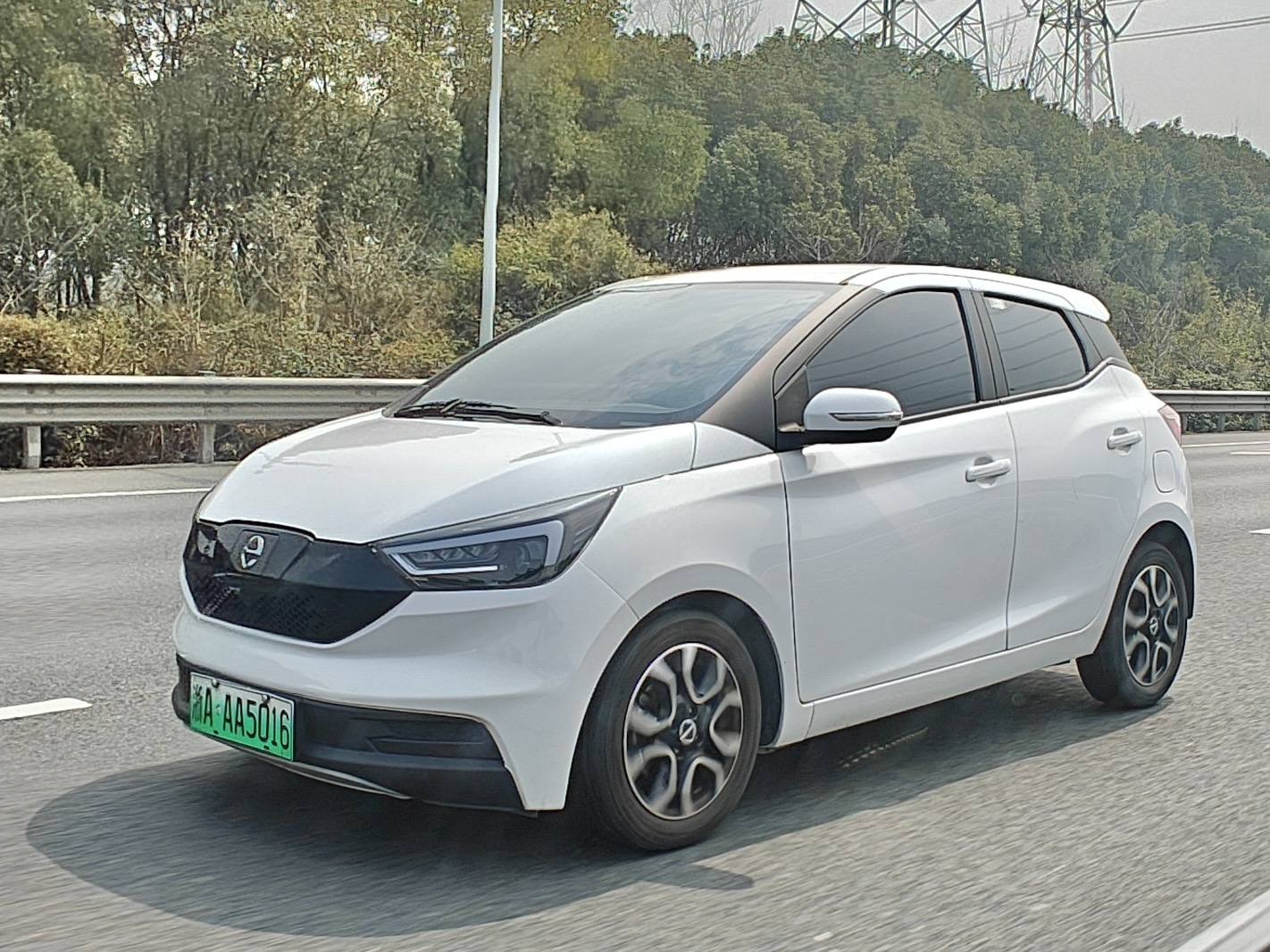
JMEV EV3
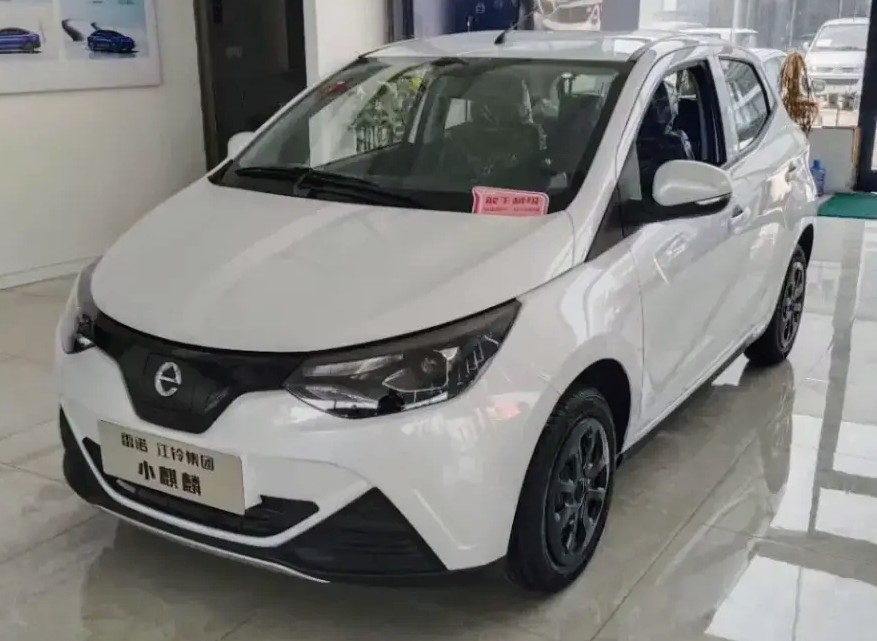
JMEV EV2 (Xiaoqilin)
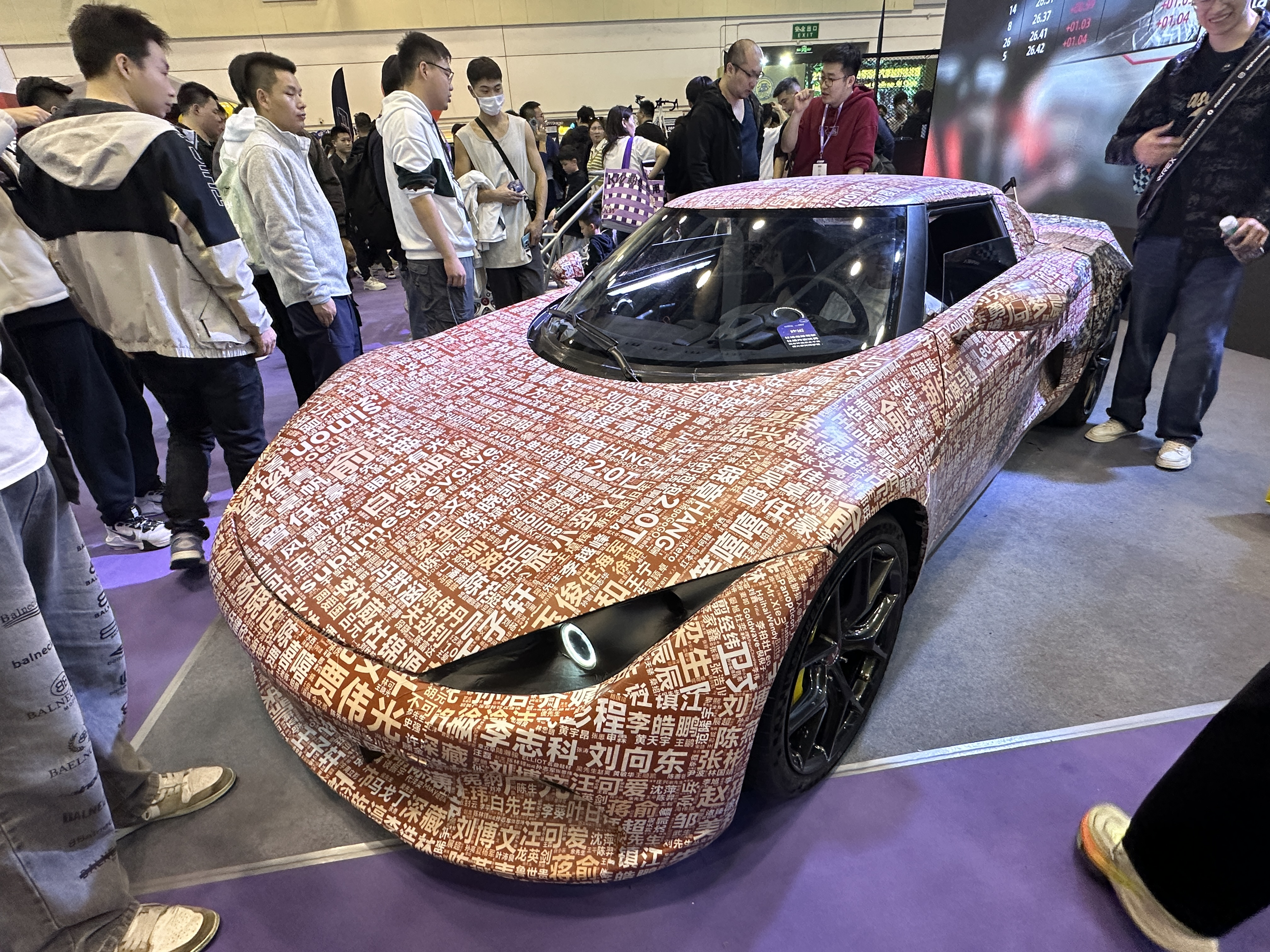
JMEV 01

### Модели, снятые с производства

#### E100
E100 являлся хетчбэком с длиной 3427 мм и колёсной базой 2260 мм. Он оснащён литий-ионным аккумулятором зарядом 104 А⋅ч. Мощность двигателя составляет 22 кВт (30 л. с.), а максимальная скорость — 100 км/ч.

#### E160
E160 являлся седаном с длиной 3994 мм, шириной 1626 мм, высотой 1505 мм и колёсной базой 2260 мм. Ёмкость аккумулятора составляет 19,8 кВт⋅ч. Блок питания соединён с электродвигателем мощностью 35 кВт (48 л. с.) и крутящим моментом 165 Н⋅м.

#### E200
E200 являлся хетчбэком с длиной 3805 мм, шириной 1560 мм, высотой 1485 мм и колёсной базой 2345 мм. Ёмкость аккумулятора составляет 17 кВт⋅ч. Мощность электродвигателя составляет 30 кВт (41 л. с.), а крутящий момент — 150 Н⋅м. Предполагаемый запас хода 154 км. Передняя подвеска Макферсон, задняя же многорычажная.
Версии с более мощными аккумуляторами (E200N), представленные в 2018 году, увеличили запас хода автомобиля примерно до 302 км.

#### E200S
Хетчбэк E200S имеет длину 3640 мм, ширину 1570 мм, высоту 1490 мм и колёсную базу 2345 мм. Электродвигатель выдаёт мощность 30 кВт (41 л. с.) и крутящий момент 150 Н⋅м.

#### EVeasy
EVeasy (кит. 易至; пиньинь Yìzhì) — суббренд, представленный компанией JMEV в 2018 году на автосалоне в Гуанчжоу. Первой моделью стал хетчбэк EVeasy EV3 (оригинальное название E300) с электродвигателем мощностью 50 кВт (68 л. с.) и крутящим моментом 180 Н⋅м с запасом хода 302 км. Продажи начались в марте 2019 года.

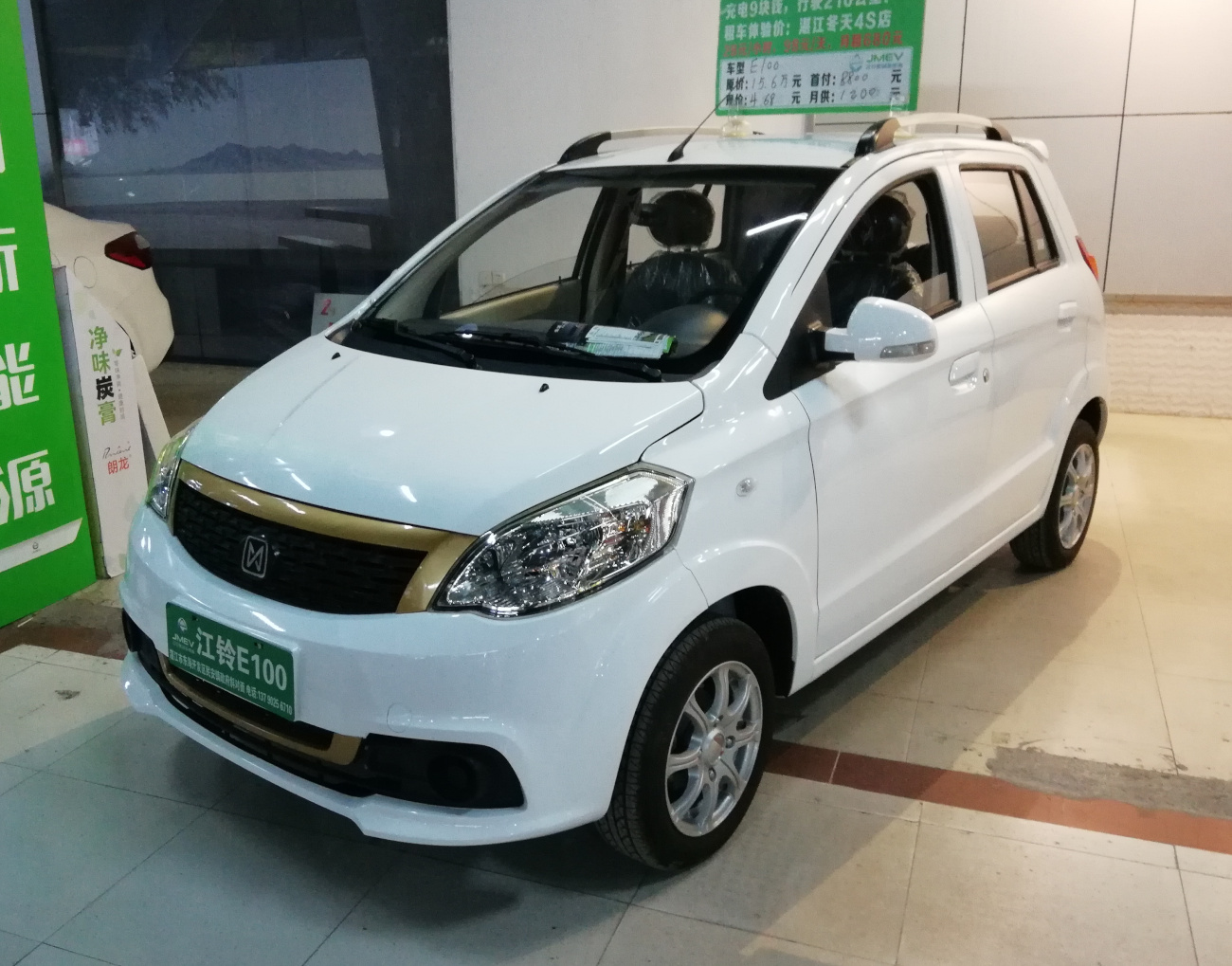
JMEV E100
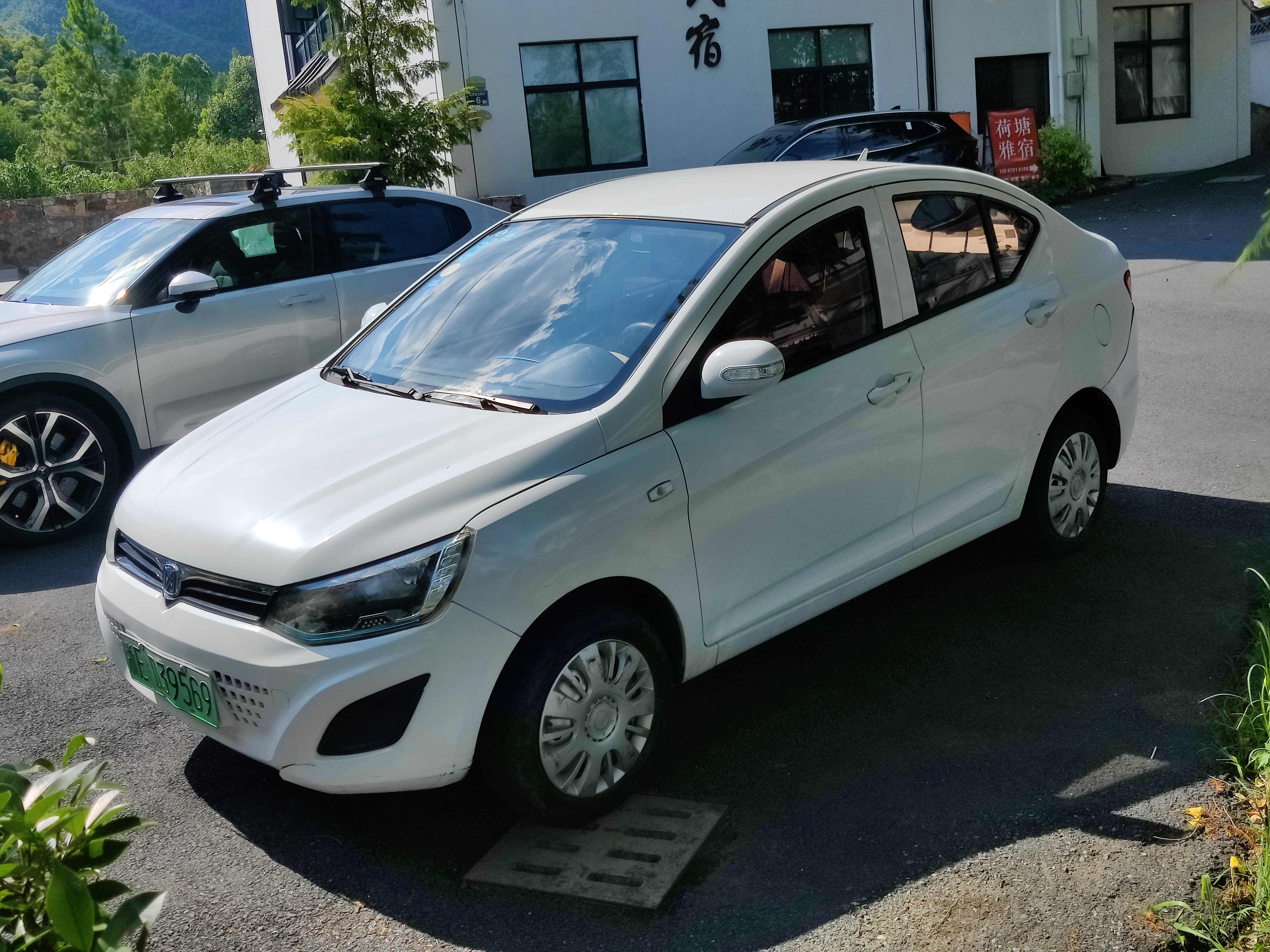
JMEV E160
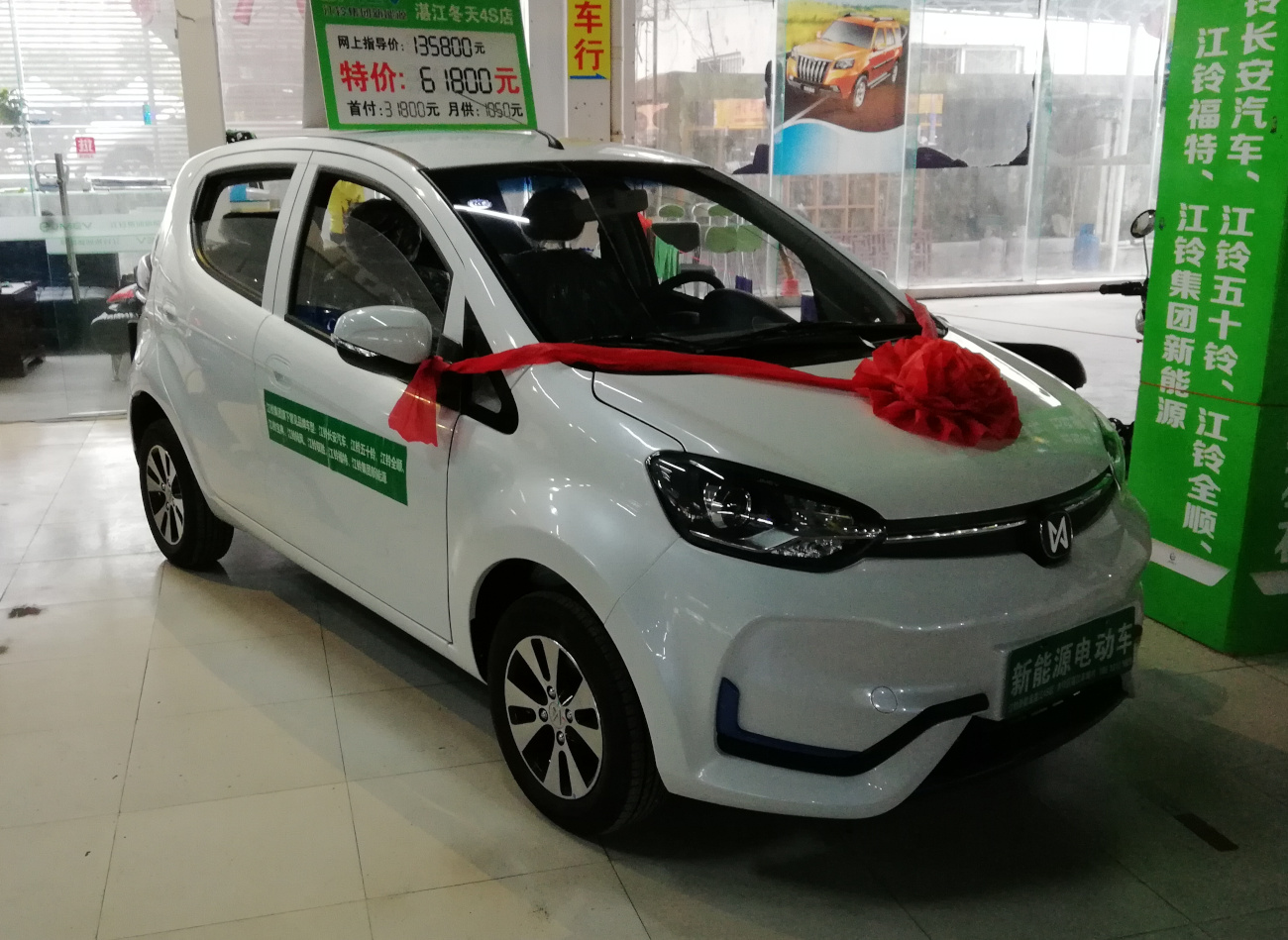
JMEV E200S
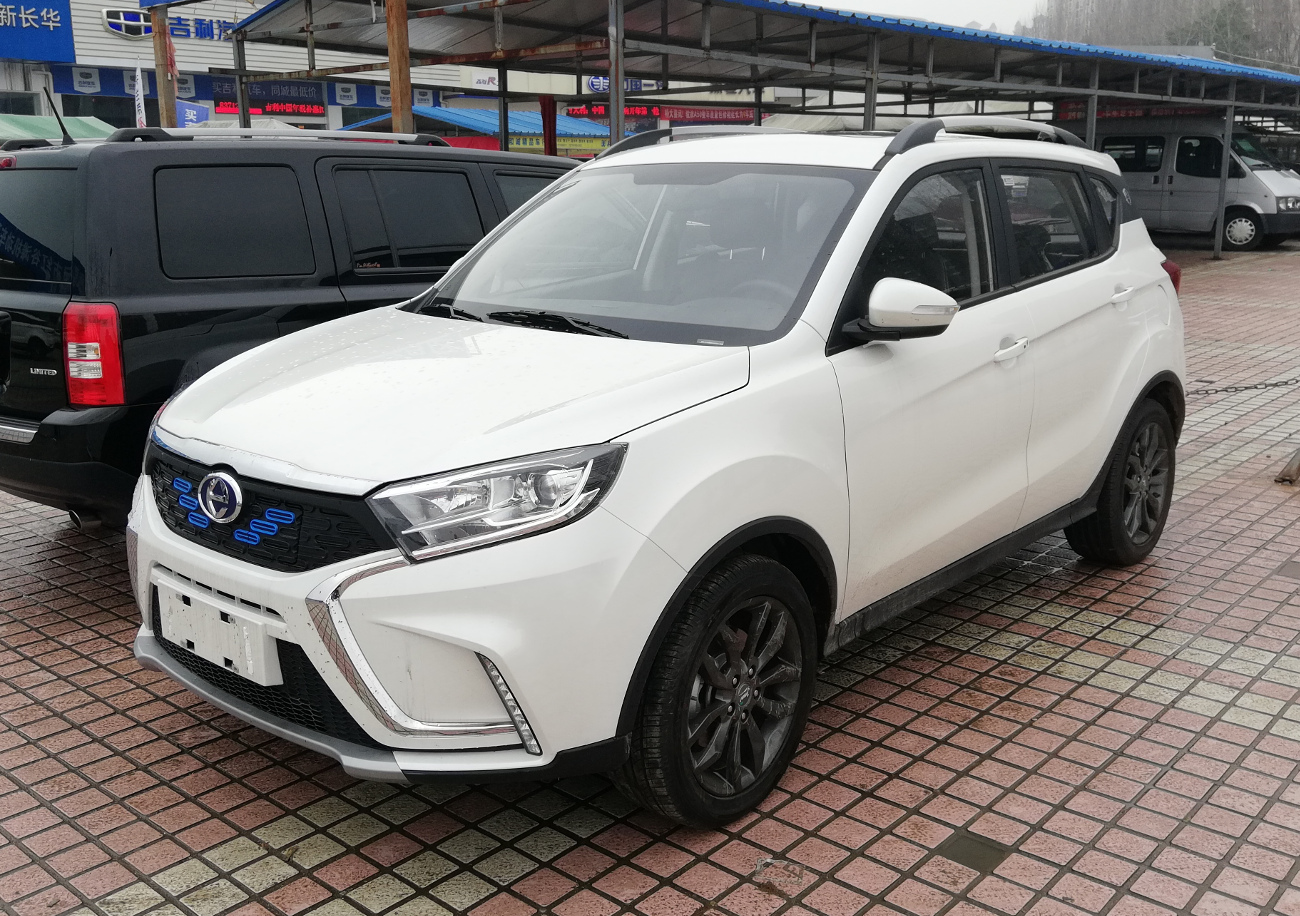
JMEV E400

#### Другие модели Jiangling
Помимо продукции JMEV, Jiangling Motors и Jiangling Motor Group напрямую продают свои собственные гибридные автомобили, включая внедорожник S330 и пикап T500EV.

## Брендинг
Сначала автомобили использовали логотип, аналогичный логотипу подразделения Jiangling Motors Yusheng. С 2018 года используется строчная буква «e».
Заглавная буква «E» в обозначениях транспортных средств обозначает электромобиль, а цифры, следующие за ней, примерно соответствуют официальному диапазону автономности транспортных средств.